# Letni Puchar Świata w narciarstwie alpejskim kobiet 2019
Letni Puchar Świata w narciarstwie alpejskim kobiet to kolejna edycja tej imprezy. Cykl ten rozpoczął się 15 czerwca 2019 roku, w austriackim ośrodku narciarskim Rettenbach, a zakończył się 15 września tego samego roku we włoskiej miejscowości Schilpario.
Obrończynią Kryształowej Kuli była reprezentantka Austriaczka Kristin Hetfleisch.

## Podium zawodów
| Lp. | Data             | Miejscowość       | Konkurencja     | 1. Miejsce         | 2. Miejsce                         | 3. Miejsce            |
| --- | ---------------- | ----------------- | --------------- | ------------------ | ---------------------------------- | --------------------- |
| 1.  | 15 czerwca 2019  | Rettenbach        | Gigant          | Jacqueline Gerlach | Sarka Abrahamova                   | Antonella Manzoni     |
| 2.  | 16 czerwca 2019  | Rettenbach        | Supergigant     | Adéla Kettnerová   | Jacqueline Gerlach                 | Margherita Mazzoncini |
| 3.  | 16 czerwca 2019  | Rettenbach        | Superkombinacja | Jacqueline Gerlach | Alena Veselá                       | Adéla Kettnerová      |
| 4.  | 29 czerwca 2019  | Předklášteří      | Gigant          | Jacqueline Gerlach | Antonella Manzoni                  | Daniela Krückel       |
| 5.  | 30 czerwca 2019  | Předklášteří      | Gigant          | Jacqueline Gerlach | Alena Veselá                       | Adéla Kettnerová      |
| 6.  | 6 lipca 2019     | Cortina d’Ampezzo | Slalom          | Jacqueline Gerlach | Adéla Kettnerová                   | Margherita Mazzoncini |
| 7.  | 7 lipca 2019     | Cortina d’Ampezzo | Slalom          | Alena Veselá       | Jacqueline Gerlach                 | Nikola Fričová        |
| 8.  | 25 sierpnia 2019 | Dizin             | Gigant          | Jacqueline Gerlach | Alena Veselá                       | Margherita Mazzoncini |
| 9.  | 26 sierpnia 2019 | Dizin             | Supergigant     | Jacqueline Gerlach | Adéla Kettnerová Antonella Manzoni | —                     |
| 10. | 26 sierpnia 2019 | Dizin             | Superkombinacja | Jacqueline Gerlach | Alena Veselá                       | Antonella Manzoni     |
| 11. | 27 sierpnia 2019 | Dizin             | Slalom          | Jacqueline Gerlach | Nikola Fričová                     | Alena Veselá          |
| 12. | 12 września 2019 | Schilpario        | Superkombinacja | Jacqueline Gerlach | Nikola Fričová                     | Antonella Manzoni     |
| 13. | 13 września 2019 | Schilpario        | Slalom          | Jacqueline Gerlach | Adéla Kettnerová                   | Nikola Fričová        |
| 14. | 14 września 2019 | Schilpario        | Gigant          | Jacqueline Gerlach | Nikola Fričová                     | Petra Mlejnková       |
| 15. | 15 września 2019 | Schilpario        | Supergigant     | Jacqueline Gerlach | Adéla Kettnerová                   | Margherita Mazzoncini |

## Klasyfikacje
| Lp. | Zawodniczka           | Punkty |
| --- | --------------------- | ------ |
| 1.  | Jacqueline Gerlach    | 1460   |
| 2.  | Antonella Manzoni     | 761    |
| 3.  | Alena Veselá          | 699    |
| 4.  | Adéla Kettnerová      | 671    |
| 5.  | Nikola Fričová        | 662    |
| 6.  | Vanesa Drahovska      | 287    |
| 7.  | Margherita Mazzoncini | 275    |
| 8.  | Ingrid Hirschhofer    | 253    |
| 9.  | Daniela Krückel       | 237    |
| 10. | Monica Ferrighetto    | 230    |

| Lp. | Zawodniczka           | Punkty |
| --- | --------------------- | ------ |
| 1.  | Jacqueline Gerlach    | 380    |
| 2.  | Nikola Fričová        | 245    |
| 3.  | Antonella Manzoni     | 185    |
| 4.  | Alena Veselá          | 160    |
| 4.  | Adéla Kettnerová      | 160    |
| 6.  | Daniela Krückel       | 132    |
| 7.  | Margherita Mazzoncini | 105    |
| 8.  | Monica Ferrighetto    | 76     |
| 9.  | Ingrid Hirschhofer    | 68     |
| 10. | Vanesa Drahovska      | 55     |

| Lp. | Zawodniczka        | Punkty |
| --- | ------------------ | ------ |
| 1.  | Jacqueline Gerlach | 500    |
| 2.  | Alena Veselá       | 255    |
| 3.  | Antonella Manzoni  | 250    |
| 4.  | Nikola Fričová     | 215    |
| 5.  | Adéla Kettnerová   | 191    |
| 6.  | Vanesa Drahovska   | 146    |
| 7.  | Daniela Krückel    | 105    |
| 8.  | Petra Mlejnková    | 96     |
| 9.  | Sarka Abrahamova   | 80     |
| 10. | Monica Ferrighetto | 77     |

| Lp. | Zawodniczka           | Punkty |
| --- | --------------------- | ------ |
| 1.  | Jacqueline Gerlach    | 280    |
| 2.  | Adéla Kettnerová      | 260    |
| 3.  | Antonella Manzoni     | 161    |
| 4.  | Alena Veselá          | 124    |
| 5.  | Sarka Abrahamova      | 121    |
| 6.  | Margherita Mazzoncini | 120    |
| 7.  | Ingrid Hirschhofer    | 100    |
| 8.  | Monica Ferrighetto    | 77     |
| 9.  | Nikola Fričová        | 72     |
| 10. | Lisa Giacobini        | 53     |

| Lp. | Zawodniczka           | Punkty |
| --- | --------------------- | ------ |
| 1.  | Jacqueline Gerlach    | 300    |
| 2.  | Antonella Manzoni     | 165    |
| 3.  | Alena Veselá          | 160    |
| 4.  | Nikola Fričová        | 130    |
| 5.  | Ingrid Hirschhofer    | 85     |
| 6.  | Adéla Kettnerová      | 60     |
| 7.  | Margherita Mazzoncini | 50     |
| 7.  | Petra Mlejnková       | 50     |
| 9.  | Samin Davari          | 45     |
| 10. | Vanesa Drahovska      | 40     |

## Klasyfikacja Drużynowa
| Lp. | Kraj     | Punkty |
| --- | -------- | ------ |
| 1.  | Austria  | 2032   |
| 2.  | Czechy   | 1815   |
| 3.  | Włochy   | 1377   |
| 4.  | Słowacja | 949    |
| 5.  | Iran     | 131    |